# Julius Rollmann
Pour les articles homonymes, voir Rollmann.
Julius Rollmann, né le 13 décembre 1827 à Soest et mort le 30 avril 1865 à Düsseldorf, est un peintre paysagiste prussien. 

## Biographie
Julius Rollmann naît le 13 décembre 1827 à Soest.
Tout en travaillant chez un peintre décorateur de Dusseldorf, il étudie à l’Académie de cette ville. Il poursuit ensuite ses études à Berlin. Il voyage un certain temps dans les Alpes bavaroises. De Munich, où il séjourne quelques années, il s'installe à Düsseldorf en 1853.
Il visite l'Italie en 1859. Il obtient une médaille d’or à Berlin en 1862.
Julius Rollmann meurt le 30 avril 1865 à Düsseldorf.

## Œuvres

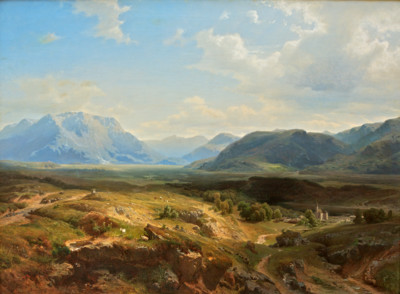
Voralpenlandschaft, 1857.

Ses paysages, représentant pour la plupart des motifs des montagnes de la Haute Bavière et du Tyrol, se distinguent par la fraîcheur de leur vision, un sens de la couleur purifié et une technique répondant aux exigences modernes. Un exemple caractéristique de son art est le paysage de montagne bavarois de 1864, vue de Brannenburg sur le Heuberg, qui se trouve à la Nationalgalerie de Berlin. Le musée de Hanovre conserve de lui Le lac Kochef.